# うるめ (掃海艇)
うるめ（ローマ字：JDS Urume, MSC-626、YAS-78）は、海上自衛隊の掃海艇。かさど型掃海艇の23番艇。艇名は大麗女島、小麗女島に由来する。

## 艦歴
「うるめ」は、第2次防衛力整備計画に基づく昭和40年度計画掃海艇326号艇として、日立造船神奈川工場で1966年2月1日に起工され、1966年11月12日に進水、1967年1月30日に就役し、第1掃海隊群第38掃海隊に編入。
1976年3月31日、佐世保地方隊沖縄基地隊所属の第35掃海隊に編入。
1983年1月27日、特務船に種別変更され、船籍番号がYAS-78に変更。呉地方隊所属の水中処分隊母艇となる。
1990年11月17日、除籍。